# 阿莫雷爾 (阿肯色州)
阿莫雷爾（英語：Armorel）是位於美國阿肯色州密西西比縣的一個非建制地區。該地的面積和人口皆未知。

## 地理
阿莫雷爾的座標為35°55′12″N 89°47′53″W / 35.92000°N 89.79806°W，而該地的平均海拔高度為79米（即259英尺）。